# Маретто
Маретто (итал. Maretto) — коммуна в Италии, располагается в регионе Пьемонт, в провинции Асти.
Население составляет 387 человек (2008 г.), плотность населения составляет 80 чел./км². Занимает площадь 5 км². Почтовый индекс — 14018. Телефонный код — 0141.
Покровительницей коммуны почитается Пресвятая Богородица (Дева Мария Кармельская), празднование 16 июля.

## Демография
Динамика населения:

## Администрация коммуны
- Официальный сайт: http://www.comune.maretto.at.it/